# Europese kampioenschappen veldrijden 2024
De 22e editie van de Europese kampioenschappen veldrijden (officieel: UEC European Cyclo-cross Championships 2024) vonden plaats op zaterdag 2 en zondag 3 november in Pontevedra, in de Spaanse regio Galicië aan de westkust aan de Atlantische Oceaan en werden georganiseerd door de UEC.

## Programma
De gemengde estafette werd verreden op zaterdag 2 november 2024. Alle overige wedstrijden werden op zondag 3 november verreden.
| Datum          | Tijd          | Categorie          | Leeftijd                    | Geboortejaar                |
| -------------- | ------------- | ------------------ | --------------------------- | --------------------------- |
| Zaterdag 2 nov | 15:00 - 16:00 | Gemengde estafette | Van elke categorie 1 renner | Van elke categorie 1 renner |
| Zondag 3 nov   | 9:00 - 9:40   | Meisjes junioren   | (17 t/m 18 jaar)            | 2007 - 2008                 |
| Zondag 3 nov   | 10:00 - 10:40 | Jongens junioren   | (17 t/m 18 jaar)            | 2007 - 2008                 |
| Zondag 3 nov   | 11:00 - 11:45 | Vrouwen beloften   | (19 t/m 22 jaar)            | 2003 - 2006                 |
| Zondag 3 nov   | 12:50 - 13:40 | Mannen beloften    | (19 t/m 22 jaar)            | 2003 - 2006                 |
| Zondag 3 nov   | 14:10 - 15:00 | Vrouwen elite      | (23 jaar en ouder)          | 2002 en ouder               |
| Zondag 3 nov   | 15:30 - 16:30 | Mannen elite       | (23 jaar en ouder)          | 2002 en ouder               |

## Belgische en Nederlandse selectie
Zowel België als Nederland namen niet deel aan de gemengde estafette die op zaterdag werd verreden.

### België[2][3]
- Mannen elite: Michael Vanthourenhout, Toon Aerts, Eli Iserbyt, Gerben Kuypers, Thibau Nys, Laurens Sweeck, Niels Vandeputte, Joran Wyseure
- Vrouwen elite: Sanne Cant, Alicia Franck, Marion Norbert-Riberolle, Laura Verdonschot
- Mannen beloften: Yordi Corsus, Kay De Bruyckere, Aaron Dockx, Jente Michels
- Vrouwen beloften: Nette Coppens, Fleur Moors
- Jongens junioren: Lars Daelmans, Giel Lejeune, Arthur Van den Boer, Mats Vanden Eynde
- Meisjes junioren: Sanne Laurijssen, Zita Peeters

### Nederland[4]
- Mannen elite: Lars van der Haar, Pim Ronhaar, Mees Hendrikx, Ryan Kamp[5]
- Vrouwen elite: Lucinda Brand, Fem van Empel, Ceylin del Carmen Alvarado, Aniek van Alphen, Inge van der Heijden, Manon Bakker, Denise Betsema[6]
- Mannen beloften: David Haverdings, Danny van Lierop, Guus van den Eijnden, Lucas Janssen, Keije Solen
- Vrouwen beloften: Leonie Bentveld, Puck Langenbarg, Femke Gort, Iris Offerein
- Jongens junioren: Cas Timmermans, Rick Versloot, Finn Bastiaanssen, Nick Wisse, Mads Pé Teunissen van Manen
- Meisjes junioren: Mae Cabaca, Noï Moes

## Medailleoverzicht
| Onderdeel          | Goud                 | Goud   | Zilver                     | Zilver | Brons              | Brons |
| ------------------ | -------------------- | ------ | -------------------------- | ------ | ------------------ | ----- |
| Gemengde estafette | Italië               | 40'50" | Frankrijk                  | + 11"  | Spanje             | + 14" |
| Mannen             |                      |        |                            |        |                    |       |
| Mannen elite       | Thibau Nys           | 57'46" | Felipe Orts                | + 3"   | Eli Iserbyt        | + 9"  |
| Mannen beloften    | Jente Michels        | 52'11" | Filippo Agostinacchio      | + 3"   | Aubin Sparfel      | + 12" |
| Jongens junioren   | Mattia Agostinacchio | 40'13" | Valentin Hofer             | + 8"   | Mats Vanden Eynde  | + 10" |
| Vrouwen            |                      |        |                            |        |                    |       |
| Vrouwen elite      | Fem van Empel        | 50'41" | Ceylin del Carmen Alvarado | z.t.   | Lucinda Brand      | + 7"  |
| Vrouwen beloften   | Célia Gery           | 42'47" | Marie Schreiber            | z.t.   | Leonie Bentveld    | + 4"  |
| Meisjes junioren   | Anja Grossmann       | 37'30" | Barbara Bukovska           | + 1"   | Giorgia Pellizotti | z.t.  |

## Resultaten

### Gemengde ploegenestafette
| Gemengde estafette | |        |
| Plaats             | Ploeg | Tijd   |
| Goud               | Italië Federico Ceolin Mattia Agostinacchio Lucia Bramati Giorgia Pellizotti Francesca Baroni Filippo Agostinacchio               | 40'50" |
| Zilver             | Frankrijk Théophile Vassal Célia Gery Lise Revol Hélène Clauzel Rémi Lelandais Aubin Sparfel                                      | + 11"  |
| Brons              | Spanje Miguel Rodriguez Novoa Benjamin Noval Suarez Lorena Patiño Villanueva Felipe Orts Aroa Otero Taboas Sofia Rodriguez Revert | + 14"  |
| 4                  | Tsjechië Tomáš Hájek Barbora Bukovská Václav Ježek Amálie Gottwaldová Kristýna Zemanová Michael Boroš                             | + 39"  |

### Mannen elite
| Plaats                  | Naam                   | Tijd    |
| ----------------------- | ---------------------- | ------- |
| Europeese kampioenstrui | Thibau Nys             | 57'46"  |
| Zilver                  | Felipe Orts            | + 3"    |
| Brons                   | Eli Iserbyt            | + 9"    |
| 4                       | Niels Vandeputte       | + 15"   |
| 5                       | Lars van der Haar      | + 24"   |
| 6                       | David Menut            | + 32"   |
| 7                       | Gerben Kuypers         | + 34"   |
| 8                       | Michael Boroš          | z.t.    |
| 9                       | Laurens Sweeck         | + 50"   |
| 10                      | Michael Vanthourenhout | + 1'01" |

### Vrouwen elite
| Plaats                  | Naam                       | Tijd   |
| ----------------------- | -------------------------- | ------ |
| Europeese kampioenstrui | Fem van Empel              | 50'41" |
| Zilver                  | Ceylin del Carmen Alvarado | z.t.   |
| Brons                   | Lucinda Brand              | + 7"   |
| 4                       | Sara Casasola              | + 10"  |
| 5                       | Amandine Fouquenet         | + 17"  |
| 6                       | Alicia Franck              | z.t.   |
| 7                       | Laura Verdonschot          | + 18"  |
| 8                       | Hélène Clauzel             | + 26"  |
| 9                       | Aniek van Alphen           | + 27"  |
| 10                      | Lucía González             | + 50"  |

### Mannen beloften
| Plaats                  | Naam                   | Tijd   |
| ----------------------- | ---------------------- | ------ |
| Europeese kampioenstrui | Jente Michels          | 52'11" |
| Zilver                  | Filippo Agostinacchio  | + 3"   |
| Brons                   | Aubin Sparfel          | + 12"  |
| 4                       | Yordi Corsus           | + 22"  |
| 5                       | Nathan Bommenel        | z.t.   |
| 6                       | Danny van Lierop       | + 23"  |
| 7                       | Miguel Rodriguez Novoa | + 25"  |
| 8                       | Guus van den Eijnden   | + 26"  |
| 9                       | Raul Mira Bonastre     | + 29"  |
| 10                      | David Haverdings       | + 43"  |

### Vrouwen beloften
| Plaats                  | Naam                | Tijd    |
| ----------------------- | ------------------- | ------- |
| Europeese kampioenstrui | Célia Gery          | 42'47"  |
| Zilver                  | Marie Schreiber     | z.t.    |
| Brons                   | Leonie Bentveld     | + 4"    |
| 4                       | Kristýna Zemanová   | + 1'22" |
| 5                       | Fleur Moors         | + 1'38" |
| 6                       | Viktória Chladoňová | + 1'53" |
| 7                       | Lucia Bramati       | + 2'26" |
| 8                       | Amandine Muller     | z.t.    |
| 9                       | Alice Papo          | + 3'03" |
| 10                      | Iris Offerein       | + 3'05" |

### Jongens junioren
| Plaats                  | Naam                  | Tijd   |
| ----------------------- | --------------------- | ------ |
| Europeese kampioenstrui | Mattia Agostinacchio  | 40'13" |
| Zilver                  | Valentin Hofer        | + 8"   |
| Brons                   | Mats Vanden Eynde     | + 10"  |
| 4                       | Benjamin Noval Suarez | + 11"  |
| 5                       | Giel Lejeune          | + 12"  |
| 6                       | Ettore Fabbro         | + 17"  |
| 7                       | Cas Timmermans        | + 19"  |
| 8                       | Soan Ruesche          | + 26"  |
| 9                       | Rick Versloot         | + 37"  |
| 10                      | Lars Daelmans         | + 38"  |

### Meisjes junioren
| Plaats                  | Naam                     | Tijd   |
| ----------------------- | ------------------------ | ------ |
| Europeese kampioenstrui | Anja Grossmann           | 37'30" |
| Zilver                  | Barbara Bukovska         | + 1"   |
| Brons                   | Giorgia Pellizotti       | z.t.   |
| 4                       | Mae Cabaca               | + 18"  |
| 5                       | Elisa Ferri              | z.t.   |
| 6                       | Amálie Gottwaldová       | + 19"  |
| 7                       | Jeanne Duterne           | + 30"  |
| 8                       | Zélie Lambert            | z.t.   |
| 9                       | Lison Desprez            | + 32"  |
| 10                      | Lorena Patiño Villanueva | + 35"  |

## Medaillespiegel
| Plaats | Land        | Goud | Zilver | Brons | Totaal |
| 1      | Italië      | 2    | 1      | 1     | 4      |
| 2      | België      | 2    | 0      | 2     | 4      |
| 3      | Nederland   | 1    | 1      | 2     | 4      |
| 4      | Frankrijk   | 1    | 1      | 1     | 3      |
| 5      | Zwitserland | 1    | 0      | 0     | 1      |
| 6      | Spanje      | 0    | 1      | 1     | 2      |
| 7      | Luxemburg   | 0    | 1      | 0     | 1      |
| 7      | Oostenrijk  | 0    | 1      | 0     | 1      |
| 7      | Tsjechië    | 0    | 1      | 0     | 1      |
| Totaal | Totaal      | 7    | 7      | 7     | 21     |

## Reglementen

### Landenquota
Nationale federaties mochten per categorie het volgende aantal deelnemers inschrijven:
- 8 rijders + 4 reserve rijders

### Startvolgorde
De startvolgorde per categorie was als volgt:
1. Meest recente UCI ranking veldrijden
2. Niet gerangschikte renners: per land in rotatie (o.b.v. het landenklassement van het laatste WK). De startvolgorde van niet gerangschikte renners binnen een team wordt bepaald door de nationale federatie.

### Prijzengeld
In onderstaande tabel vindt u de verdeling van het prijzengeld per categorie:
| Pos.   | Mannen elite | Vrouwen elite | Mannen U23 | Vrouwen U23 | Jongens junioren | Meisjes junioren |
| ------ | ------------ | ------------- | ---------- | ----------- | ---------------- | ---------------- |
| 1.     | € 1.400      | € 1.400       | € 700      | € 700       | € 350            | € 350            |
| 2.     | € 800        | € 800         | € 400      | € 400       | € 200            | € 200            |
| 3.     | € 600        | € 600         | € 300      | € 300       | € 150            | € 150            |
| Totaal | € 2.800      | € 2.800       | € 1.400    | € 1.400     | € 700            | € 700            |

## Uitzendschema
| Land      | Zender                    | Datum             | Tijd          | Categorie                                         |
| --------- | ------------------------- | ----------------- | ------------- | ------------------------------------------------- |
| Europa    | Eurosport 2/HBO Max       | Zondag 3 november | 10:50 - 12:00 | Vrouwen beloften (live)                           |
| Europa    | Eurosport 2/HBO Max       | Zondag 3 november | 12:40 - 14:00 | Mannen beloften (live)                            |
| Europa    | Eurosport 2/HBO Max       | Zondag 3 november | 14:00 - 15:20 | Vrouwen elite (live)                              |
| Europa    | Eurosport 2/HBO Max       | Zondag 3 november | 15:20 - 16:45 | Mannen elite (live)                               |
| België    | VRT (online)              | Zondag 3 november | 10:50 - 12:05 | Vrouwen beloften (live)                           |
| België    | VRT CANVAS (Sporza)       | Zondag 3 november | 12:40 - 14:00 | Mannen beloften (live)                            |
| België    | VRT 1 (Sporza)            | Zondag 3 november | 14:00 - 15:20 | Vrouwen elite (live)                              |
| België    | VRT 1 (Sporza)            | Zondag 3 november | 15:20 - 16:50 | Mannen elite (live)                               |
| België    | RBTF-Tipik (Franstalig)   | Zondag 3 november | 14:00 - 15:20 | Vrouwen elite (live)                              |
| België    | RBTF-Tipik (Franstalig)   | Zondag 3 november | 15:20 - 16:50 | Mannen elite (live)                               |
| Frankrijk | L'Équipe TV               | Zondag 3 november | 12:50 - 14:00 | Mannen beloften (live)                            |
| Frankrijk | L'Équipe TV               | Zondag 3 november | 17:30 - 19:30 | Vrouwen beloften, elite, mannen elite (herhaling) |
| Luxemburg | RTL Télé Lëtzebuerg       | Zondag 3 november | 10:55 - 12:10 | Vrouwen beloften (live streaming)                 |
| Nederland | NPO 1 (NOS)               | Zondag 3 november | 14:00 - 15:20 | Vrouwen elite (live)                              |
| Nederland | NPO 1 (NOS)               | Zondag 3 november | 15:20 - 16:45 | Mannen elite (live)                               |
| Polen     | TVP Sport                 | Zondag 3 november | 14:10 - 15:10 | Vrouwen elite (live)                              |
| Polen     | TVP Sport                 | Zondag 3 november | 15:25 - 16:45 | Mannen elite (live)                               |
| Slowakije | STVR Sport                | Zondag 3 november | 10:55 - 11:50 | Vrouwen beloften (live)                           |
| Slowakije | STVR Sport                | Zondag 3 november | 12:45 - 13:40 | Mannen beloften (live)                            |
| Slowakije | STVR Sport                | Zondag 3 november | 14:05 - 15:00 | Vrouwen elite (live)                              |
| Slowakije | STVR Sport                | Zondag 3 november | 17:15 - 18:20 | Mannen elite (herhaling)                          |
| Spanje    | Televisión de Galicia TVG | Zondag 3 november | 14:00 - 15:20 | Vrouwen elite (live)                              |
| Spanje    | Televisión de Galicia TVG | Zondag 3 november | 15:20 - 16:45 | Mannen elite (live)                               |